# Spesburg
Die Spesburg (französisch: Château de Spesbourg) ist die Ruine einer Höhenburg bei 460 m ü. M. auf der Gemarkung der Gemeinde Andlau im französischen Département Bas-Rhin. Als gut erhaltene Ruine, von der noch hohe Außenmauern der Wohngebäude erhalten sind, ist sie ein beliebtes Ausflugsziel im Elsass. Bemerkenswert sind die gotischen Fenster und mehrere große Kamine, deren Öffnungen an den Mauern noch sichtbar sind.

## Geschichte

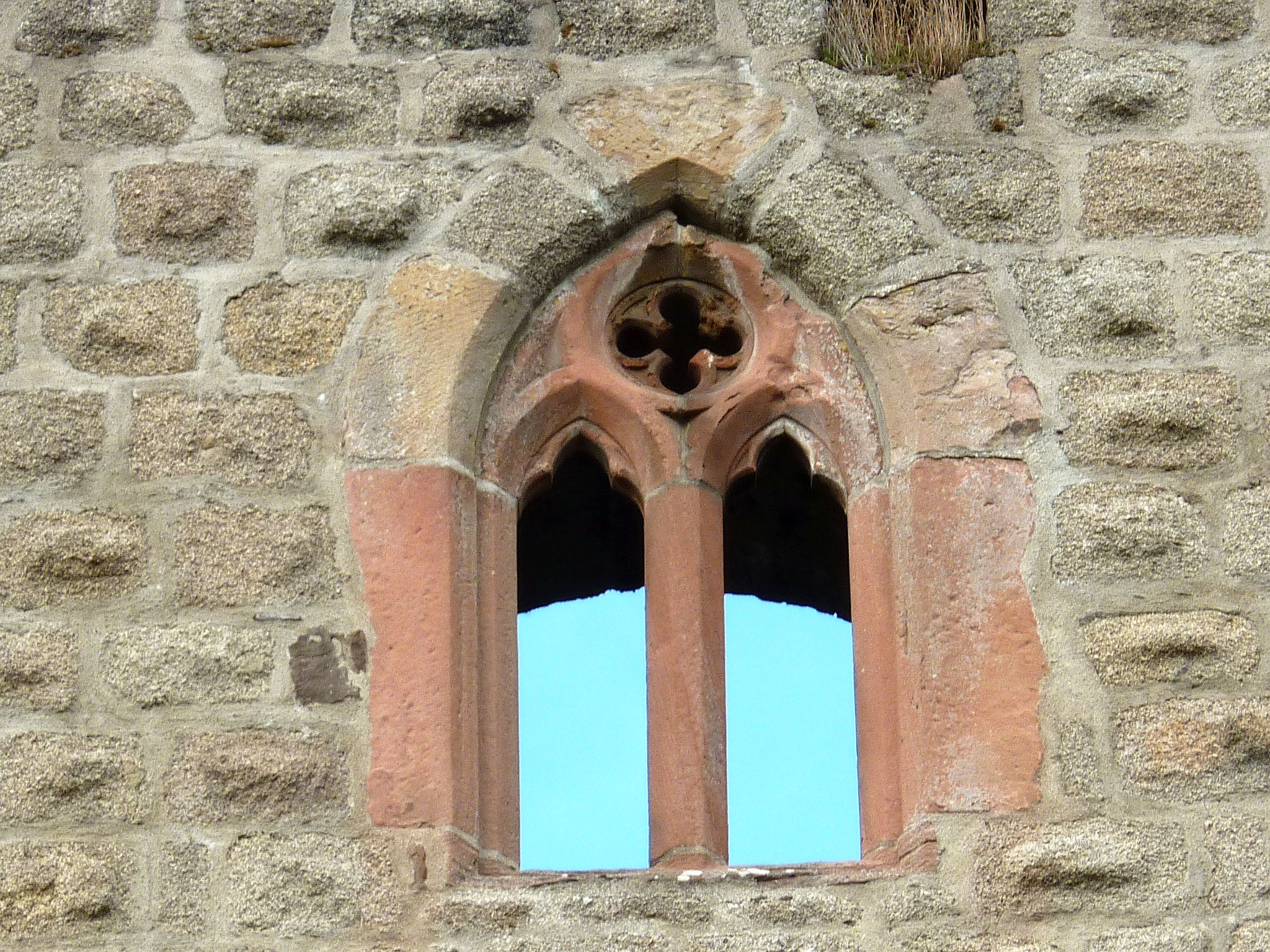
Gotisches Maßwerkfenster

Die Burg wurde 1247 erstmals erwähnt. Erbaut wurde sie unter der Herrschaft von Alexander von der Dick (Dicke oder auch Dicka) von 1246 bis 1250 auf den Überresten einer Burgruine. Sie diente wie die nicht weit entfernt liegende Burg Hoh-Andlau dem Schutz der Abtei Andlau. Durch den Tod von Walter von der Dick, seit 1377 Landvogt im Breisgau und seit 1382 Landrichter im Oberelsass, bei der verlustreichen Schlacht bei Sempach (1386) starb das Adelsgeschlecht aus. Mit Einwilligung der Äbtissin von Andlau übernahmen die Edlen von Andlau die Burg. Am 29. März 1431 wurde sie von Herzog Stephan von Bayern, seinerzeit Unterlandvogt des Elsass, vorübergehend eingenommen. Die Andlauer konnten sie durch eine erfolgreiche Belagerung zurückgewinnen. Im Dreißigjährigen Krieg wurde sie zerstört.